# Sebastiano DiGaetano
Sebastiano DiGaetano (pronunciación en italiano: /sebaˈstjaːno diɡaeˈtaːno/; c. 1862-desaparecido en marzo de 1912) fue un jefe criminal de la mafia neoyorquina nacido en Italia que fue líder de lo que luego sería conocido como la familia criminal Bonanno. Brevemente tuvo el título de capo dei capi  (Español: "Jefe de jefes") de la Mafia ítaloestadounidense luego de que Giuseppe Morello fuera apresado por falsificación de dinero en 1910. DiGaetano dejó de ser jefe de su familia en 1912, y desapareció poco después.

## Biografía
Sebastiano DiGaetano nació en el pueblo de Castellammare del Golfo en Sicilia alrededor del año 1862, hijo de Arcangelo DiGaetano y Angela DiBenedetto. Llegó por primera vez a los Estados Unidos el 24 de octubre de 1898 y su esposa e hija se le unieron en 1901. Para 1908, la familia DiGaetano se mudó de Manhattan al barrio de Williamsburg en Brooklyn, con Sebastiano convirtiéndose en un barbero. Su hija, Angelina, se casó con Joseph Ruffino, quien fue arrestado por robo en 1913 junto con el futuro jefe mafioso Joe Masseria.

## Jefe criminal de Brooklyn
Se cree que DiGaetano se convirtió en jefe de la Mafia establecida en Williamsburg en algún momento entre 1909 o 1910. DiGaetano captó la atención de las autoridades por primera vez en diciembre de 1910 cuando fue arrestado bajo la sospecha de orquestar los secuestros de Giuseppe Longo, de ocho años de edad, y Michael Rizzo, de siete, para pedir rescate por ellos. Los cargos fueron posteriormente retirados debido a la falta de pruebas.
Unos meses después, Salvatore Clemente, un informante del Servicio Secreto que trabajaba como falsificador en la pandilla Morello fue citado a una reunión con DiGaetano. DiGaetano le contó a Clemente que deje sus actividades de falsificación hasta que otro mafioso de nombre Carmelo Codaro, quien era sospechoso de deslealtad, fuera "dispuesto".  DiGaetano era capaz de dictar órdenes a miembros de diferentes familias criminales porque había logrado ser temporalmente el capo dei capi, o "Jefe de jefes", después de que el anterior, Giuseppe Morello, fuera apresado y enviado a la Prisión Federal de Atlanta bajo cargos de falsificación. DiGaetano asumió ese rol debido a su relativa debilidad como jefe criminal. Morello había esperado que ello le permitiera seguir dominando la Mafia neoyorquina desde prisión. Sin embargo, el arreglo colapsó en 1912 lo que llevó a que se seleccionara a Salvatore D'Aquila como un reemplazante permanente como capo dei capi.
En marzo de 1912, DiGaetano dejó de ser jefe de su familia y fue pronto reemplazado por Nicolo Schiro. Clemente señala que DiGaetano estaba renunciando porque "perdió los nervios". Poco después, desapareció. Algunos investigadores creen que él y su esposa habrían regresado a Italia.